# Liste der Bürgermeister von Tauberbischofsheim

Wappen der Stadt Tauberbischofsheim

Die Liste der Bürgermeister von Tauberbischofsheim führt die Bürgermeister der Kreisstadt Tauberbischofsheim im Main-Tauber-Kreis im Nordosten von Baden-Württemberg auf. Von 1971 bis 1975 wurden die bis dahin selbstständigen Gemeinden Dienstadt, Dittigheim, Dittwar, Distelhausen, Hochhausen und Impfingen nach Tauberbischofsheim eingemeindet.
Die Liste erhebt keinen Anspruch auf Vollständigkeit.

## Bürgermeister

### Bürgermeister der Stadt Tauberbischofsheim

#### 1806–1945
Von 1806 bis zum Ende des Zweiten Weltkrieges waren folgende Personen Bürgermeister von Tauberbischofsheim:
- Baumann (1806–1820)
- Weber (1822–1832)
- Franz Reidel (1832–1835)
- Franz Michael Steinam (1836–1842)
- Jakob Barth (1843–1849)
- Franz Michael Steinam (1849–1856)
- Franz Baumann (1856–1864)
- Leonhard Reidel (1864–1872)
- Nikolaus May (1872–1884)
- Alois Kachel (1885–1908)
- Gottfried Schnarrenberger (1909–1911)
- Emil Weihrauch (1911–1912)
- Josef Rheindl (1912–1915)
- Karl Hügel (1915)
- Martin Schauber (1915–1916)
- Emmerich Schnupp (1916–1923)
- Eugen Diebold (1923–1933)
- Hans Knab (1933–1936)
- Wilhelm Vollrath (1936–1945)

#### Seit 1945
Seit dem Ende des Zweiten Weltkrieges waren folgende Personen Bürgermeister von Tauberbischofsheim:
| Bürgermeister | Bürgermeister     | Partei | Partei    | Amtszeit  | Anmerkungen |
| ------------- | ----------------- | ------ | --------- | --------- | --- |
|               | August Haun       |        |           | 1945–1946 | August Haun war unter der Militärregierung von 1945 bis 1946 Bürgermeister von Tauberbischofsheim. Haun ist Mitautor des Buchs Tauberbischofsheim. Aus der Geschichte einer alten Amtsstadt, das 1955 in Tauberbischofsheim veröffentlicht wurde. |
|               | August Otto Bruch |        |           | 1946–1952 | Am 28. Juni 1946 wurde Otto Bruch zum Bürgermeister gewählt. Aufgrund einer schweren Erkrankung konnte er seinen Dienst ab dem 9. Juni 1951 nicht mehr ausüben und wurde am 31. Oktober 1952 in den Ruhestand versetzt. |
|               | Anton Baumann     |        |           | 1952–1958 | Am 7. Dezember 1890 wurde Anton Baumann in Tauberbischofsheim geboren. Von 1910 bis 1918 leistet er im Ersten Weltkrieg als Großherzoglich Badischer Soldat seinen Wehr- und Kriegsdienst. Nach einer Ausbildung in Justizkanzleien war nach dem Krieg als Buchhalter bei der Sparkasse Tauberbischofsheim tätig. Ab 1923 war Baumann als Stadtrechner bei der Stadt Tauberbischofsheim tätig. 1937 trat er auf Drängen in die NSDAP ein, wurde von den Besatzungsmächten nach dem Zweiten Weltkrieg jedoch nur als Mitläufer eingestuft und durfte schon bald wieder seine Tätigkeit als Stadtrechner aufnehmen, die er bis 1952 ausübte. Bei der Bürgermeisterwahl 1952 wurde Baumann mit 58,46 Prozent der Stimmen zum Bürgermeister seiner Heimatstadt gewählt. Seine Amtszeit als Tauberbischofsheimer Bürgermeister von 1952 bis 1958 war durch die Entwicklungen des Wirtschaftswunders geprägt. Ab 1953 gehörte Baumann auch dem Kreistag und Kreisrat des Landkreises Tauberbischofsheim an. 1958 ging Baumann in den Ruhestand. Am 27. Oktober 1958 wurde Baumann bei seiner letzten Gemeinderatssitzung das Ehrenbürgerrecht der Stadt Tauberbischofsheim verliehen. |
|               | Walter Grosch     |        |           | 1958–1972 | Walter Grosch war der Initiator der Tauberbischofsheimer Städtepartnerschaft mit Vitry-le-François in Frankreich. Bereits seit 1925 pflegte Grosch freundschaftliche Beziehungen nach Vitry-le-François. 20 Jahre nach dem Ende des Zweiten Weltkriegs regte Grosch während seiner Amtszeit als Tauberbischofsheimer Bürgermeister einen Schüleraustausch zwischen dem Matthias-Grünewald-Gymnasium Tauberbischofsheim und dem Lyseum in Vitry an. In der Folge kam es zu weiteren Treffen, bis schließlich am 29. Mai 1966 die Bürgermeister Jean Juif und Walter Grosch in einem feierlichen Festakt auf dem Tauberbischofsheimer Schlossplatz eine Städtepartnerschaft vereinbarten. Am 24. Oktober 1972 wurde Grosch das Ehrenbürgerrecht der Stadt Tauberbischofsheim verliehen. |
|               | Hans Dörfle       |        |           | 1973–1980 | Während Dörfles Amtszeit wurde das Tauberbischofsheimer Altstadtfest ins Leben gerufen. Auf dem Bild ist Hans Dörfle beim Anstich des Altstadtfestbieres der damaligen Tauberbischofsheimer Zipf-Bräu in den 1970er Jahren zu sehen. |
|               | Erich Hollerbach  |        | CDU       | 1981–1995 | Hollerbach wurde in Schaffhausen in der Schweiz geboren. Nach seinem Studium an der Universität Karlsruhe in der Fachrichtung Bauwesen/Städtebau sammelte er Erfahrungen im Bereich Städteplanung. 1974 kam Hollerbach nach Bad Mergentheim, wo er für die technischen Ressorts zuständig war. Am 9. November 1980 wurde er zum Tauberbischofsheimer Bürgermeister gewählt. Dieses Amt trat er im Januar 1981 an. Hollerbachs Amtszeit war durch umfassende Bautätigkeiten geprägt. Noch im Jahr seines Ausscheidens als Bürgermeister wurde ihm am 25. August 1995 das Ehrenbürgerrecht der Stadt Tauberbischofsheim verliehen. |
|               | Wolfgang Vockel   |        | parteilos | 1995–2019 | Am 1. September 1995 wurde der parteilose Wolfgang Vockel zum Bürgermeister der Stadt Tauberbischofsheim gewählt. Mit jeweils großer Mehrheit wurde er den Jahren 2003 (93,47 %) und 2011 (74,64 %) in seinem Amt bestätigt. Bei der Bürgermeisterwahl am 30. Juni 2019 erreichte Vockel mit 28,4 % der Stimmen das zweitbeste Ergebnis im ersten Wahlgang. Vockel gab daraufhin am 3. Juli bekannt, nach 24-jähriger Amtszeit seine Bewerbung im zweiten Wahlgang zurückzuziehen. Der als Bürgermeister parteilose Vockel gehört dem Kreistag des Main-Tauber-Kreises an, wo er Mitglied der CDU-Fraktion ist. |
|               | Anette Schmidt    |        |           | Seit 2019 | Sie wurde am 26. April 2015 als Bürgermeisterin der Gemeinde Großrinderfeld gewählt und damit die erste Bürgermeisterin in der Geschichte des 18 Gemeinden umfassenden Main-Tauber-Kreises. Bei der Tauberbischofsheimer Bürgermeisterwahl am 30. Juni 2019 erreichte Schmidt mit 39,3 % der Stimmen das beste Ergebnis im ersten Wahlgang. Beim zweiten Wahlgang am 14. Juli 2019 wurde Schmidt mit 46,4 % der Stimmen zur Bürgermeisterin von Tauberbischofsheim gewählt. Dieses Amt trat sie am 1. September 2019 an. Die Wahlsiegerin trat ohne Partei-Unterstützung an, ist aber CDU-Mitglied. |

### Bürgermeister der Tauberbischofsheimer Altgemeinden
Folgende Personen waren Schultheiße, Vögte oder Bürgermeister der Tauberbischofsheimer Altgemeinden und heutigen Stadtteile:
| Dienstadt | Distelhausen            | Dittigheim              | Dittwar | Hochhausen | Impfingen           |
| --------- | ----------------------- | ----------------------- | --- | ---------- | ------------------- |
|           | 1964–1974: Robert Weber | 1948–1974: Oskar Weinig | Schultheiße, Vögte und Bürgermeister von Dittwar: - 1670: Matthus Honickel - 1678: Lorentz Hammerich - 1758: Johann Teston - 1768: Joseph Testen - 1803: Joseph Steffan - 1807: Stephan (Schulth.) + Johann Anton Honickel (Bürgerm.) - 1811: Honikel (Vogt) - 1837: Hammerich (Bürgerm.) - 1844: Joseph Anton Honickel - 1850: Honickel - 1879: Ferdinand Honickel - 1884: Boller - 1885–1891: Th. Both - 1891–1918: Franz Joseph Zegowitz - 1919–1933: Lothar Both - 1933–1945: Hermann Both - 1945–1953: Lothar Both - 1953–1961: Isidor Maninger - 1961–1974: Andreas Schmitt |            | Ignaz Kuhngamberger |